# Teatro Times Square
El Teatro Times Square es un antiguo teatro de Broadway, ubicado en el 217 de la calle 42 Oeste, Manhattan, Nueva York. Exhibió teatro entre 1920 a 1933 y luego fue convertido en una sala de cine hasta inicios de los años 1990.

## Historia
El teatro Times Square fue construido en 1920 por los hermanos Selwyn según un diseño de Eugene De Rosa. Fue uno de los tres teatros que ellos construyeron y controlaron en la calle 42 además del Apollo y el Selwyn. Abrió el 30 de septiembre de 1920 con la obra The Mirage protagonizada por Florence Reed .
En 1933, el teatro fue convertido en una sala de cine. Se mantendrá operativo hasta inicios de los años 1990 cuando cerró. La última escena de la película Times Square se filmó en el teatro con el personaje de Robin Johnson haciendo un concierto de medianoche encima de la marquesina del teatro. 
La ciudad y el estado de Nueva York tomaron posesión del teatro en 1990. En 1992, fue uno de los seis teatros dados en administración a la organización New 42nd Street. No fue inmediatamente restaurado ni renovado debido a que el teatro no tenía ingreso directo desde la calle 42 haciendo más difícil la carga y descarga de muebles.

### Propuestas de desarrollo

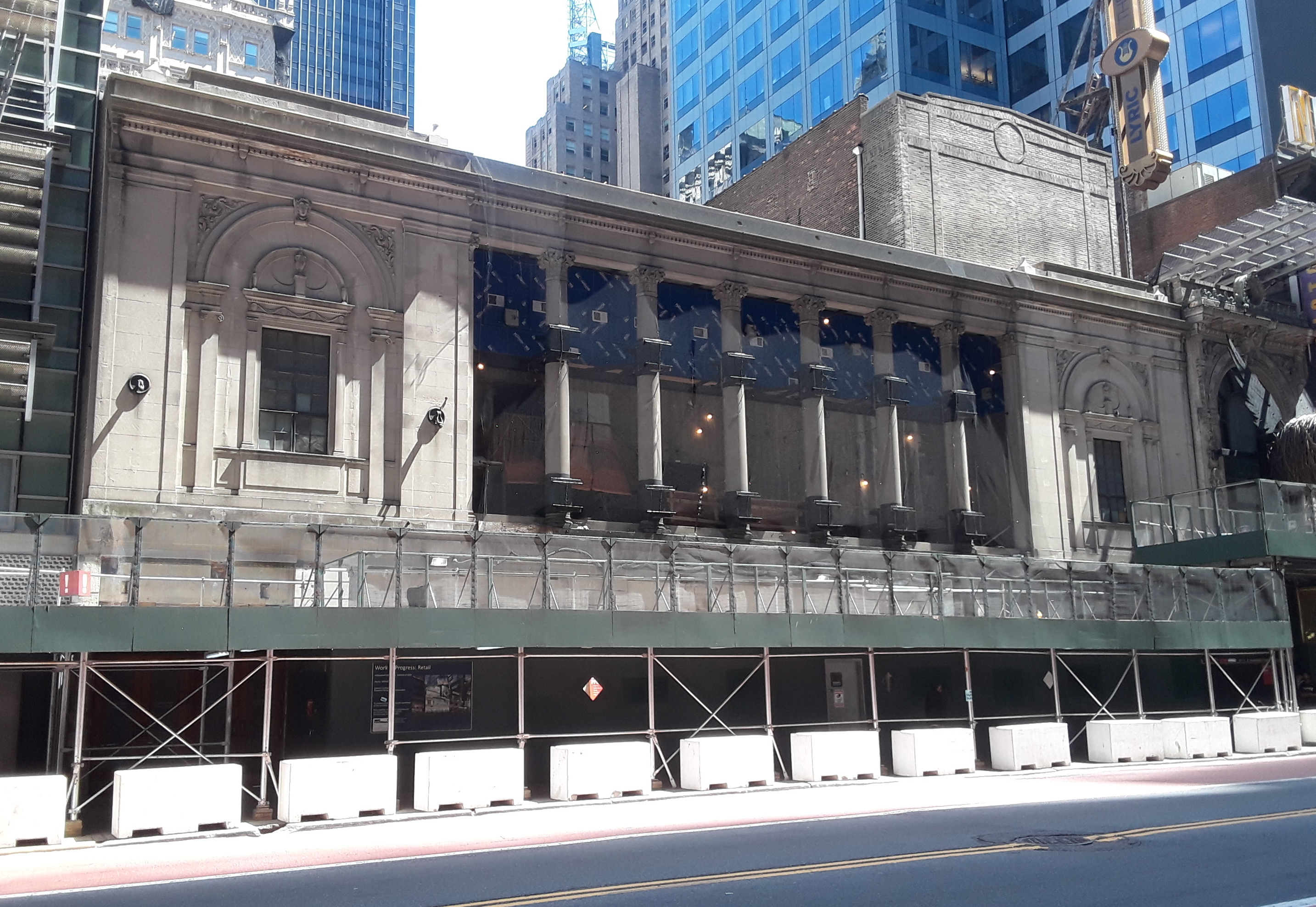
Teatro Times Square en construcción en mayo del 2021. El teatro está siendo convertido en un espacio comercial.

Desde 1992, el teatro ha sido el centro de varias propuestas de desarrollo que fueron luego abandonadas. La compañía canadiense the theater has been the focus of a number of development proposals that were later abandoned. Canadian Live Entertainment Corporation of Canada brevemente consideró un proyecto en 1998. MTV Y Marvel Mania también consideraron remodelar la propiedad.
En el 2005, el Times Square fue alquilado a Ecko Unlimited, que planeó convertirlo en una tienda de ropa y otros artículos urbanos para jóvenes.  En el 2009, la compañía dejó de alquilar el local.
En el 2012, un grupo denominado Broadway 4D Theaters, LLC firmó un alquiler de largo plazo para convertir el teatro en un cine 4D que se llamaría Broadway Sensation dedicado a la historia de Broadway. La presentación iba a ser producida por el abogado Robert Kory y el productor/director Gary Goddard y el renovado teatro lo alojaría. La atracción fue planificada para ser inaugurada en la primavera del 2015, sin embargo, el 28 de mayo del 2014 se reportó que el proyecto había sido cancelado debido a problemas financieros.  En agosto del 2015, Elie Samaha y Donald Kushner anunciaron que compraron los derechos de Broadway 4D Theaters y continuarían el proyecto.
En marzo del 2015, el New York Post reportó que el Grupo de Teatro Ambassador, con sede en el Reino Unido que controla el vecino Teatro Lyric, estaba en negociaciones para asumir la administración del edificio y convertirlo de vuelta en un teatro de Broadway luego de renovarlo. Luego, en el 2016, el Post reportó especulaciones que Oracle Projects International de Singapur estaba intereesado en el teatro como un espacio para eventos especiales. En el otoño del 2018, desarrolladores anunciaron que el local sería convertido en un espacio comercial que mantendría el proscenio, los palcos y varios otros elementos de la estructura original. El trabajo tomaría aproximadamente dos años y un costo de $100 millones.